# 23 novembre
Il 23 novembre è il 327º giorno del calendario gregoriano (il 328º negli anni bisestili). Mancano 38 giorni alla fine dell'anno.
Il Sole entra nel segno astrologico del Sagittario.

## Eventi
- 1227 – Il sovrano polacco Leszek I viene assassinato durante una dieta tenutasi a Gąsawa
- 1248 – Le truppe cristiane guidate dal re Ferdinando III di Castiglia conquistano Siviglia
- 1499 – Il pretendente al trono inglese Perkin Warbeck viene impiccato per aver tentato di evadere dalla Torre di Londra. Nel 1497 invase l'Inghilterra sostenendo di essere il figlio dimenticato di re Edoardo IV d'Inghilterra
- 1531 – Scoppia la Seconda guerra di Kappel in Svizzera
- 1644 – John Milton pubblica i suoi Areopagitica
- 1654 – Conversione del matematico e filosofo Blaise Pascal al cristianesimo
- 1808 – Nella battaglia di Tudela, durante la guerra d'indipendenza spagnola, la Grande Armata guidata da Napoleone Bonaparte sconfigge l'esercito spagnolo
- 1825 – I carbonari Angelo Targhini e Leonida Montanari vengono ghigliottinati a Porta del Popolo a Roma
- 1863 – Guerra di secessione americana: inizia la battaglia di Chattanooga. Le forze unioniste del generale Ulysses S. Grant vanno a rinforzare le truppe a Chattanooga e contrattaccano i confederati
- 1867 – Vengono impiccati a Manchester i cosiddetti Martiri di Manchester
- 1876 – Il capo corrotto di Tammany Hall, William Marcy Tweed (meglio noto come Boss Tweed) viene consegnato alle autorità di New York dopo essere stato catturato in Spagna
- 1890
  - Il primo jukebox entra in funzione nel Palais Royale Saloon di San Francisco
  - Re Guglielmo III dei Paesi Bassi muore senza un erede maschio, e una speciale legge viene approvata per permettere alla figlia Principessa Guglielmina di diventare regina.
  - Italia: si svolgono le elezioni politiche generali per la XVIª legislatura
- 1903 – Il governatore del Colorado, James Peabody, invia la milizia dello Stato nella città di Cripple Creek per porre fine ad uno sciopero di minatori
- 1936 – Esce il primo numero della rivista Life
- 1942 – Battaglia di Stalingrado - I carri armati dell'Armata Rossa completano con successo l'Operazione Urano; le truppe tedesche della 6. Armee sono completamente circondate
- 1955 – Il controllo delle Isole Cocos viene trasferito dal Regno Unito all'Australia
- 1963 – Il primo episodio della serie televisiva di fantascienza Doctor Who, debutta sulla BBC
- 1967 – Si conclude in Vietnam la sanguinosa battaglia di Dak To
- 1971 – La Cina ottiene il seggio di Taiwan nel Consiglio di sicurezza delle Nazioni Unite (si veda Cina e Nazioni Unite)
- 1979 – A Dublino, in Irlanda, Thomas McMahon, un membro dell'IRA, viene condannato all'ergastolo per l'assassinio di Lord Mountbatten
- 1980 – Terremoto dell'Irpinia: si verifica un sisma 6,9 della scala Richter con epicentro tra i comuni di Conza della Campania (AV), Teora (AV) e Laviano (SA), che causa circa 300.000 sfollati, 10.000 feriti e circa 3.000 morti
- 1985 – Uomini armati dirottano il volo EgyptAir 648, mentre viaggia da Atene al Cairo (quando l'aereo atterra a Malta, i Commando egiziani irrompono nel jet, ma 60 persone muoiono nel corso dell'azione)
- 1991 – Solo un giorno prima della morte, Freddie Mercury, frontman dei Queen, annuncia al mondo di essere malato di AIDS
- 2003 – Il georgiano Eduard Shevardnadze viene sconfitto e deposto con la Rivoluzione delle rose
- 2010 – Corea, la Corea del Nord bombarda con più di 200 colpi d'artiglieria l'isola di Yeonpyeong al confine del territorio della Corea del Sud, provocando quattro morti e una ventina di feriti tra civili e militari; Pyongyang afferma di aver solo risposto al fuoco, mentre Seul dopo una riunione d'emergenza in un bunker minaccia una pesante reazione in caso di nuova aggressione
- 2016 – Esce nelle sale cinematografiche statunitensi il film Oceania, 56º Classico Disney
- 2019 – Papua Nuova Guinea: referendum per l'indipendenza della regione autonoma di Bougainville
- 2022 – Esce nelle sale cinematografiche statunitensi il film Strange World - Un mondo misterioso, 61º Classico Disney

## Nati
Ci sono circa 1 070 voci su persone nate il 23 novembre; vedi la pagina Nati il 23 novembre per un elenco descrittivo o la categoria Nati il 23 novembre per un indice alfabetico.

## Morti
Ci sono circa 520 voci su persone morte il 23 novembre; vedi la pagina Morti il 23 novembre per un elenco descrittivo o la categoria Morti il 23 novembre per un indice alfabetico.

## Feste e ricorrenze

### Civili
Internazionali:
- Giornata mondiale di Fibonacci[1][2][3]

### Religiose
Cristianesimo:
- San Clemente I, papa e martire
- San Colombano di Bobbio, abate
- Sant'Anfilochio di Iconio, vescovo
- Santa Cecilia Yu So-sa, vedova e martire
- San Clemente di Metz, vescovo
- Santa Felicita, martire di Roma
- San Gregorio II di Agrigento, vescovo
- Santa Lucrezia di Merida, martire
- Santi Mustiola e Ireneo, martiri
- San Severino di Parigi, eremita
- San Sisinio di Cizico, vescovo e martire
- Santo Spes di Spoleto, vescovo
- San Trudone, sacerdote
- Beati 11 cavalieri laici dell'Ordine mercedario, confessori
- Beato Bartolomeo Poggio, protomartire della Patagonia
- Beata Enrichetta Alfieri, religiosa
- Beata Margherita di Savoia, domenicana
- Beata Maria Cecilia Cendoya Araquistan, suora visitandina, martire in Spagna
- Beato Miguel Agustín Pro, martire gesuita
- Beata Teresa di Gesù di San Lucar, bambina mercedaria in Spagna